# Frederik Liebmann

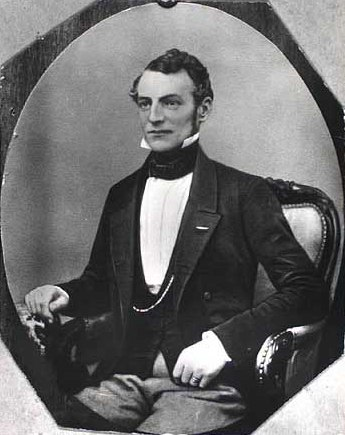
Frederik Michael Liebmann

Frederik Michael Liebmann (* 10. Oktober 1813 in Helsingør; † 29. Oktober 1856 in Kopenhagen) war ein dänischer Botaniker. Sein offizielles botanisches Autorenkürzel lautet „Liebm.“

## Leben und Wirken
Liebmann war Direktor des Botanischen Gartens von Kopenhagen. Von 1841 bis 1843 unternahm er eine Reise nach Mexiko. Er war Herausgeber der Flora Danica Band 41 bis 43 (1845 bis 1852) und der Lieferung 1 des Supplements von 1853 (zusammen mit Johan Martin Christian Lange).

## Ehrungen
Nach Liebmann benannt ist die Algengattung Liebmannia J. Agardh.

## Werke
- Mexicos Bregner. 1849.
- Mexicos Halvgraes. 1850.
- Chênes de l'Amérique tropicale. 1869.